# Jeff Grubb
Jeff Grubb är en amerikansk fantasy-författare och rollspelkonstruktör. Han har jobbat för både TSR och Wizards of the Coast och var med att skapa både Dragonlance-världen och Forgotten Realms (tillsammans med Ed Greenwood).
Grubb är gift med författarinnan Kate Novak, som han också skrivit böcker tillsammans med.